# Zardonic
Федерико Агреда, так же известный как Zardonic — венесуэльский клавишник, DJ, музыкант, продюсер, известный по своим музыкальным проектам в таких жанрах, как драм-н-бейс, дарк-эмбиент, блэк-метал и минимал-техно.

## Биография
Федерико начал писать музыку в 16 лет, под псевдонимом Gorepriest (Кровавый священник), и через два года он получил награду — «Лучший клавишник» на Premios Metal Hecho en Venezuela 2002—2003 (Метал Сделанный в Венесуэле). Это обеспечило ему значительное продвижение на Венесуэльской метал-сцене. В течение следующих лет, он развивался в рамках различных проектов индастриала, амбиента и электронной музыки под разными псевдонимами.
Как Zardonic, он выделился в качестве создателя ремиксов на метал-группы, включая The Berzerker (Австралия) и Gorgoroth (Норвегия). Его ремикс на Nine Inch Nails — The Hand That Feeds стал огромной сенсацией на сайте NIN Army.
Количество его ремиксов и коллабораций (совместных работ) с другими артистами, включая Counterstrike (Южная Африка) и Messinian (Филадельфия, Пенсильвания, США) продолжает стремительно расти. С последним, он написал трек Policia, ставший танцпольным хитом по всему миру, который играли такие диджеи как Andy C и DJ Hype.
Льюис Дэвидсон, хозяин Американского драм-н-бейс лейбла Technorganic Recordings, утверждал, что Zardonic «…показывает, как его разнообразный фон, географическое положение и уникальный стиль написания, вполне могут являться секретным рецептом драм-н-бейс совершенства». Он также упоминается как «наиболее важный акт развития тяжёлого направления драм-н-бейс музыки в Латинской Америке».
Некоторые из его других известных проектов: Intimus Universum (сегодня известный как Triangular Ascension), Sol Nocturno (ранее Gorepriest) и Klipp (вместе с Moreon).

## История
В 2003 году был выпущен его первый альбом под псевдонимом Gore Priest, и назывался он «War Against Humanity: The Armageddon Chronicles». Вышел он на венесуэльском лейбле Melomaniac Metalmedia Records.
В 2004 получил награду в номинации «Лучший Клавишник» на Metal Made In Venezuela Awards 2002—2003.
В 2006 первый трек именно Zardonic’a вышел на лейбле Death Brigade Records двенадцати дюймовой пластинкой, и Федерико становится первым венесуэльским драм-н-бейс продюсером, который выпускался на международном лейбле. Позднее, в этом же году, он так же основал свой собственный независимый драм-н-бейс интернет-лейбл — Zardonic Recordings.
В 2007 его впервые пригласили на международный фестиваль в Мексике (19-го Мая). Месяцами ранее AK1200, пионер Американской драм-н-бейс сцены, взял трек Zardonic’а «Moonlight Ceremony» для его CD компиляции «Weapons of Tomorrow». Позже после этого, его треки поддержали такие известные личности, как Dieselboy, Pendulum и John B.
В 2008 он выпустил несколько драм-н-бейс треков, и так же альбом в стиле индастриал-метал под псевдонимиом Blackholepit, который назывался «Portals», и был опубликован на James Fogarty's Death To Music Productions netlabel, и был упомянут, как «… кроссовер альбом 1992 года от Varg Vikernes (Burzum) и Trent Reznor (Nine Inch Nails), которого никогда не было». Компиляция из блэк-метал треков Zardonic’а были так же выпущены, позже в этом году под названием Chaotic Serenity. В декабре, он был издан одновременно как Zardonic и как Klipp в компиляции Venezuela Electrónica Vol. 3, спонсированной Венесуэльской телекоммуникационной компанией Digitel GSM и Motorola, продавая мобильный телефон MOTOROKR EM30 вместе с карточкой памяти microSD с уже записанными на неё треками.
В 2009 году мир увидел релиз от Big Riddim Recordings. Ремикс Zardonic’а на классический трек AK1200 Junior’s Tune, и ему было поручено самим Dieselboy’ем придумать саунд дизайн к видео Planet of the Drums 10th Anniversary Tour. В интервью для Broken Beats восьмого Мая, Dieselboy назвал Zardonic’a как самого выдающегося артиста драм-н-бейс сцены на тот момент.
В 2010, Zardonic совершил тур по Европе вместе с Joanna Syze, составивший 12 концертов в Испании, Австралии, Румынии и Болгарии. Вскоре после этого, его самый репрезентативный студийный микс Retaliation был выпущен на драм-н-бейс веб-сайте Dogsonacid.com вместе с подробным интервью. Первый релиз лейбла Human Imprint так же состоялся в том году, под названием South Of Human EP. Затем, он возглавил два фестиваля Therapy Sessions в Эквадоре и Аргентине, в принципе так же как и события в Колумбии и Венесуэле. В конце декабря, он также основал Saturnoculto Records, дочерний лейбл Zardonic Recordings.
В 2011, три трека Zardonic’a были включены в студийный микс Dieselboy’я Unleashed. Дебютный альбом Triangular Ascension’s «Leviathan Device» был выпущен с таким же успехом на дарк-амбиент лейбле Cyclic Law, который отражает «… тщательно работу, полную кинематографического гула безжалостной атмосферной власти, которой суждено сделать Triangular Ascension именем, с которым будут считаться». В марте он был выбран The Silent Ballet’ом и был охарактеризован как «заклинание оцепенения и грязи, которое опутывает слушателя, как зыбучие пески».
В 2013, вышло аниме "Наследник Дьявола / Devil Survivor", от студии "Bridge". В котором начальная тема была написана Федериком.
В 2014 году вышла его очередная работа под названием The Fast Run (Быстрый бег) которая была сделана с участием Tony Crash.

## Дискография

### Zardonic
- 2018:  Become
- 2015: Antihero
- 2014: 10th Anniversary Mix
- 2013: When All The Seraphim Cry" (with The Unguided) Single
- 2013: Far Beyond Bass - The Vulgar Remixes Album
- 2012: Bad Medicine (with NumberNin6) EP
- 2012: Vulgar Display of Bass
- 2011: End of Days EP
- 2011: Reptile (with Dextems) / The Last Invocation (with Susiah)
- 2011: When Worlds Collide (with Counterstrike)
- 2011: The Brink Of Apocalypso Studio Mix
- 2010: South Of Human EP
- 2010: Lovecraft Machine EP
- 2010: Retaliation Studio Mix
- 2010: My Prey (with Syze) / Frozen Pathways VIP Single
- 2010: Dreams (with Syze) / Dead Miracles Single
- 2010: F***ing Up The Program (with Brainpain) Single
- 2009: The Sound Of Inevitability Studio Mix
- 2009: Subliminal (with Hedj) Single
- 2009: The Law Single
- 2009: Stop The Suffering (with Alcrani) / Alerte Rouge (with Peter Kurten) EP
- 2009: Policia (with James Messinian) / Fresh Meat Single
- 2009: Those Who Know The Truth EP
- 2009: Zeichen (with Mocks) Single
- 2008: Subcultonegro Studio Mix
- 2008: Halfbeaten / Nightcrawler EP
- 2008: Relentless Beating Single
- 2008: Zen (with Claw) Single
- 2008: Chaotic Serenity EP
- 2008: Bloodforged EP
- 2008: Shrapnel Of Fear Single
- 2008: Ashtray Single
- 2008: Neurotica (with Identity) / Natural Born Killers (with Malsum) EP
- 2008: Acid Industries / Reliquia / Braindrainer EP
- 2008: Solaris Single
- 2007: House Of Sorrow / Moonlight Ceremony EP
- 2007: Seizure Of Iniquity Single
- 2006: Her Lust For Blood / Scourge EP
- 2006: Inherit Single

### Sol Nocturno
- 2010: Caos Cósmico Full Length

### Gorepriest
- 2004: Thanatologica Full Length
- 2004: Perpetual Horizons Full Length
- 2003: War Against Humanity: The Armageddon Chronicles Full Length
- 2002: Beneath Eternal Oceans Of Melancholy Demo

### Triangular Ascension
- 2012: The Chronos Anomaly Full Length
- 2011: Leviathan Device Full Length
- 2011: Sexta Repvblica EP
- 2010: Nibirusalem EP
- 2009: Microcosmogenesis EP

### Intimus Universum
- 2008: White Landscapes Of Darkness Full Length
- 2004: Astral Chambers Pt. 2: Beyond The Astral Abyss Full Length
- 2003: Soulnatomy Full Length
- 2002: Astral Chambers Full Length

### Blackholepit
- 2008: Portals Full Length